# Jucilei da Silva
Jucilei da Silva (São Gonçalo, 6 de abril de 1988), más conocido como Jucilei, es un futbolista brasileño que juega como centrocampista en el equipo Atlético Carioca.

## Trayectoria
Comenzó su carrera en el viejo Malucelli (actualmente llamado Corinthians Paranaense) y fue transferido a Corinthians después de haber sido elegido como el mejor jugador del Malucelli en el Campeonato Estatal de Paraná.
Hizo su debut con el Corinthians contra Internacional el 10 de mayo de 2009, en el que su equipo perdió por 1-0. El 26 de julio de 2010 fue convocado por su exentrenador en el Corinthians, Mano Menezes, a integrar por primera vez la selección de fútbol de Brasil.

## Clubes
| Club                   | País                   | Año       |
| ---------------------- | ---------------------- | --------- |
| Malucelli              | Brasil                 | 2007-2009 |
| S. C. Corinthians      | Brasil                 | 2009-2011 |
| F. C. Anzhi Majachkalá | Rusia                  | 2011-2013 |
| Al-Jazira S. C.        | Emiratos Árabes Unidos | 2014-2015 |
| Shandong Luneng        | China                  | 2015-2017 |
| → São Paulo F. C.      | Brasil                 | 2017      |
| São Paulo F. C.        | Brasil                 | 2018-2020 |
| Boavista S. C.         | Brasil                 | 2021      |
| Atlético Carioca       | Brasil                 | 2022-     |